# Europastraße 272
Die Europastraße 272 (kurz: E 272) ist eine Europastraße der Kategorie B in Litauen.

## Verlauf
Die Europastraße 272 beginnt im Süden an der Europastraße 85 in Klaipėda, verläuft über Palanga, Šiauliai, Panevėžys und Ukmergė und endet in Vilnius (in der Karte dunkelgrün). Von Palanga bis Šiauliai bildet sie die litauische Fernstraße Magistralinis kelias A11, von Šiauliai bis Panevėžys die Magistralinis kelias A9, von Panevėžys bis Vilnius die Magistralinis kelias A2.